# 1345
| [ Edytuj tabelę ]                          |                                                                               |
| Król Polski                                | - 1333 Kazimierz III Wielki 1370                                              |
| Król Albanii                               | - 1332 Robert 1364                                                            |
| Współksiążęta Andory                       | - 1341 Pere de Narbona 1348 - 1343 Gaston III 1391                            |
| Król Anglii                                | - 1327 Edward III 1377                                                        |
| Król Aragonii i Walencji, hrabia Barcelony | - 1336 Piotr IV Aragoński 1387                                                |
| Władca Azteków                             | - 1325 Tenoch 1376                                                            |
| Książę Bawarii                             | - 1340 Ludwik IV 1347                                                         |
| Margrabia Brandenburgii                    | - 1320 Ludwik 1351                                                            |
| Książę Burgundii                           | - 1315 Eudes IV 1349                                                          |
| Cesarz Bizancjum                           | - 1341 Jan V Paleolog 1347                                                    |
| Car Bułgarii                               | - 1331 Iwan Aleksander 1371                                                   |
| Cesarz Chin                                | - 1333 Huizong 1368                                                           |
| Król Cypru                                 | - 1324 Hugo IV 1359                                                           |
| Król Czech                                 | - 1310 Jan Luksemburski 1346                                                  |
| Król Danii                                 | - 1340 Waldemar Atterdag 1376                                                 |
| Władca Egiptu                              | - 1342 As-Salih Isma’il 1345 - 1345 Al-Kamil Szaban 1346                      |
| Cesarz Etiopii                             | - 1344 Nyuaje Krystos 1372                                                    |
| Król Francji                               | - 1328 Filip VI 1350                                                          |
| Król Gruzji                                | - 1314 Jerzy V Wspaniały 1346                                                 |
| Hrabia Holandii                            | - 1337 Wilhelm IV 1345 - 1345 Małgorzata Bawarska 1351                        |
| Cesarz Japonii                             | - 1339 Go-Murakami 1368                                                       |
| Kalif                                      | - 1341 Al-Hakim II 1352                                                       |
| Król Kastylii i Leónu                      | - 1312 Alfons XI 1350                                                         |
| Patriarcha Konstantynopola                 | - 1334 Jan XIV Kalekas 1347                                                   |
| Władca Korei                               | - 1344 Ch’ungmok 1348                                                         |
| Wielki książę litewski                     | - 1345 Olgierd 1377                                                           |
| Cesarz Majapahitu                          | - 1328 Tribhuwana Widżajatunggadewi 1350                                      |
| Sułtan Maroka                              | - 1331 Abu al-Hassan Ali I 1350                                               |
| Książę Mediolanu                           | - 1339 Giovanni 1354                                                          |
| Senior Monako                              | - 1338 Karol I 1357                                                           |
| Wielki książę moskiewski                   | - 1340 Siemion Dumny 1353                                                     |
| Król Nawarry                               | - 1342 Joanna II z Nawarry 1349                                               |
| Król Norwegii                              | - 1319 Magnus Eriksson 1355 - 1343 Haakon VI Magnusson 1380                   |
| Hrabia Palatynatu                          | - 1327 Rudolf II Wittelsbach 1353                                             |
| Papież                                     | - 1342 Klemens VI 1352                                                        |
| Król Portugalii                            | - 1325 Alfons IV 1357                                                         |
| Cesarz Rzymski (niemiecki)                 | - 1314 Ludwik IV Bawarski 1347                                                |
| Książę Saksonii                            | - 1298 Rudolf I 1356                                                          |
| Car Serbii                                 | - 1331 Stefan Urosz IV Duszan 1355                                            |
| Król Szkocji                               | - 1329 Dawid II Bruce 1371                                                    |
| Król Szwecji                               | - 1319 Magnus Eriksson 1363                                                   |
| Sułtan Turków                              | - 1324 Orchan 1360                                                            |
| Doża Wenecji                               | - 1342 Andrea Dandolo 1354                                                    |
| Król Węgier                                | - 1342 Ludwik Andegaweński 1382                                               |
| Wielki mistrz zakonu krzyżackiego          | - 1342 Ludolf König von Wattzau 1345 - 1345 Heinrich Dusemer von Arfberg 1351 |

Rok 1345 / MCCCXLV
stulecia: XIII wiek ~
XIV wiek ~
XV wiek

lata: 1335 «
1340 «
1341 «
1342 «
1343 «
1344 «
1345
» 1346
» 1347
» 1348
» 1349
» 1350
» 1355

## Wydarzenia w Polsce
- 1 stycznia – Kazimierz Wielki zawarł sojusz z cesarzem Ludwikiem IV Bawarskim przeciwko Janowi Luksemburskiemu.
- Marzec – uwięzienie w Kaliszu powracającego z państwa zakonu krzyżackiego Karola IV Luksemburskiego.
- Kwiecień – Jan Luksemburski zaatakował księstwo Bolka Małego, sojusznika Kazimierza Wielkiego.

Wydarzenia wojny polsko-czeskiej: 
- Czerwiec – król Polski Kazimierz III Wielki wkroczył na Górny Śląsk (najechał na księstwo raciborsko-opawskie i oblegał Żory).
- 29 czerwca – król Czech Jan Luksemburski stanął obozem pod Wodzisławiem.
- 12 lipca – oblężenie Krakowa: pod Kraków podeszły wojska Jana Luksemburczyka, króla czeskiego, ale zostały odrzucone od miasta i pobite.
- Lipiec – bitwa pod Lelowem i zwycięstwo wojsk polskich i węgierskich nad wojskami czeskimi.
- Lipiec – bitwa pod Pogonią i zwycięstwo wojsk polskich i węgierskich nad wojskami czeskimi.
- 6 września – król Czech Jan Luksemburski zawarł w Pyzdrach rozejm z królem Kazimierzem Wielkim i księciem Bolkiem Świdnickim do dnia 11 listopada.

## Wydarzenia na świecie
- 20 marca – nastąpiła koniunkcja Marsa, Jowisza i Saturna, łączona przez ówczesnych astrologów z rozpoczętą wkrótce epidemią tzw. „czarnej śmierci” w Europie.
- 13 grudnia – Henryk Dusemer został wielkim mistrzem zakonu krzyżackiego.

## Urodzili się
- 31 października – Ferdynand I Burgundzki, król Portugalii (zm. 1383)

## Zmarli
- 18 lutego – Siemowit II, książę rawski z dynastii Piastów (ur. 1283)
- 1 maja – św. Peregryn Laziosi, serwita, patron chorych na raka (ur. 1260)
- 16 września – Jan IV Bretoński, książę Bretanii (ur. 1295)